# Roman Ragozin
Roman Sergeyevich Ragozin (en russe : Роман Сергеевич Рагозин) est un fondeur kazakh, né le 4 janvier 1993 à Ridder.

## Biographie
Il fait ses débuts internationaux en 2009 aux Championnats du monde junior à Praz de Lys-Sommand.
Aux Championnats du monde junior 2012, à Erzurum, il est médaillé d'argent avec le relais, ainsi 1ue douzième sur le sprint. 
Aux Jeux olympiques d'hiver de 2014, à Sotchi, pour son seul rendez-vous majeur dans l'élite, il échoue en qualifications du sprint avec le 33e temps.
En Coupe du monde, il fait ses débuts en décembre 2013 à Asiago, puis marque ses premiers points avec une 22e place au skiathlon de Szklarska Poręba en janvier 2014.

## Palmarès

### Jeux olympiques
| Épreuve / Édition | Sprint | Sprint                           | 15 km                            | 15 km     | Skiathlon 2 × 15 km | 50 km | Relais | Relais    |
| Épreuve / Édition | libre  | classique                        | libre                            | classique | Skiathlon 2 × 15 km | 50 km | Sprint | 4 × 10 km |
| JO 2014 Sotchi    | 32e    | Épreuve inexistante à cette date | Épreuve inexistante à cette date | —         | —                   | —     | —      | —         |

Légende :
- : pas d'épreuve
- — : non disputée par Ragozin

### Coupe du monde
- Meilleur classement général : 141e en 2014.
- Meilleur résultat individuel : 22e.

#### Classements par saison
| Saison    | Classement général final | Classement sprint |
| 2013-2014 | 141e                     | 87e               |

### Championnats du monde junior
- Erzurum 2012 :
  -  Médaille d'argent sur le relais.